# John-Joe O'Toole
John Joseph O'Toole, detto John-Joe (Londra, 30 settembre 1988), è un calciatore irlandese, centrocampista del Mansfield Town.

## Palmarès

### Club

#### Competizioni nazionali
- Campionato inglese di quarta divisione: 1

Northampton Town: 2015-2016